# NGC 6310
NGC 6310 est une galaxie spirale vue par la tranche située dans la constellation du Dragon. Sa vitesse par rapport au fond diffus cosmologique est de 3 362 ± 4 km/s, ce qui correspond à une distance de Hubble de 49,6 ± 3,5 Mpc (∼162 millions d'al). NGC 6310 a été découverte par l'astronome prussien Heinrich Louis d'Arrest en 1861.
La classe de luminosité de NGC 6310 est II et elle présente une large raie HI. Selon la base de données Simbad, NGC 6310 est une galaxie LINER, c'est-à-dire une galaxie dont le noyau présente un spectre d'émission caractérisé par de larges raies d'atomes faiblement ionisés.
À ce jour, une mesure non basée sur le décalage vers le rouge (redshift) donne une distance d'environ 56,200 Mpc (∼183 millions d'al). Cette valeur est tout juste à l'extérieur des valeurs de la distance de Hubble.